# 学問所
学問所（がくもんじょ）とは、中世・近世における教育機関の名称の1つ。
元は、個人所有の書斎・書庫の意味で用いられていたが、鎌倉時代以後に学問教授の場所としても用いられるようになった。建保元年（1213年）に鎌倉幕府将軍源実朝の学問所の警備と学友を兼ねた学問所番18名（6名ずつ3番）が設置され、北条泰時・安達景盛・島津忠久らが任じられている（『吾妻鏡』）。書院造が成立すると、書斎・書庫などの書室を特に学問所と呼称した。
江戸時代には、江戸幕府が設置した昌平坂学問所の略称として知られた他、江戸幕府が設置した学校や諸藩の藩校の中にもこの名称が採用されるものがあった。